# Schraga Har-Gil
Schraga Har-Gil (hebräisch שרגא הר-גיל) (geboren 19. September 1926 in Würzburg; gestorben 20. September 2009 ebenda) war ein deutsch-israelischer Journalist, Nahostkorrespondent und Schriftsteller. Sein Geburtsname lautete Paul-Philipp Freudenberger, 1949 wurde sein Name in Israel hebraisiert (Har-Gil bedeutet „Berg der Freude“).

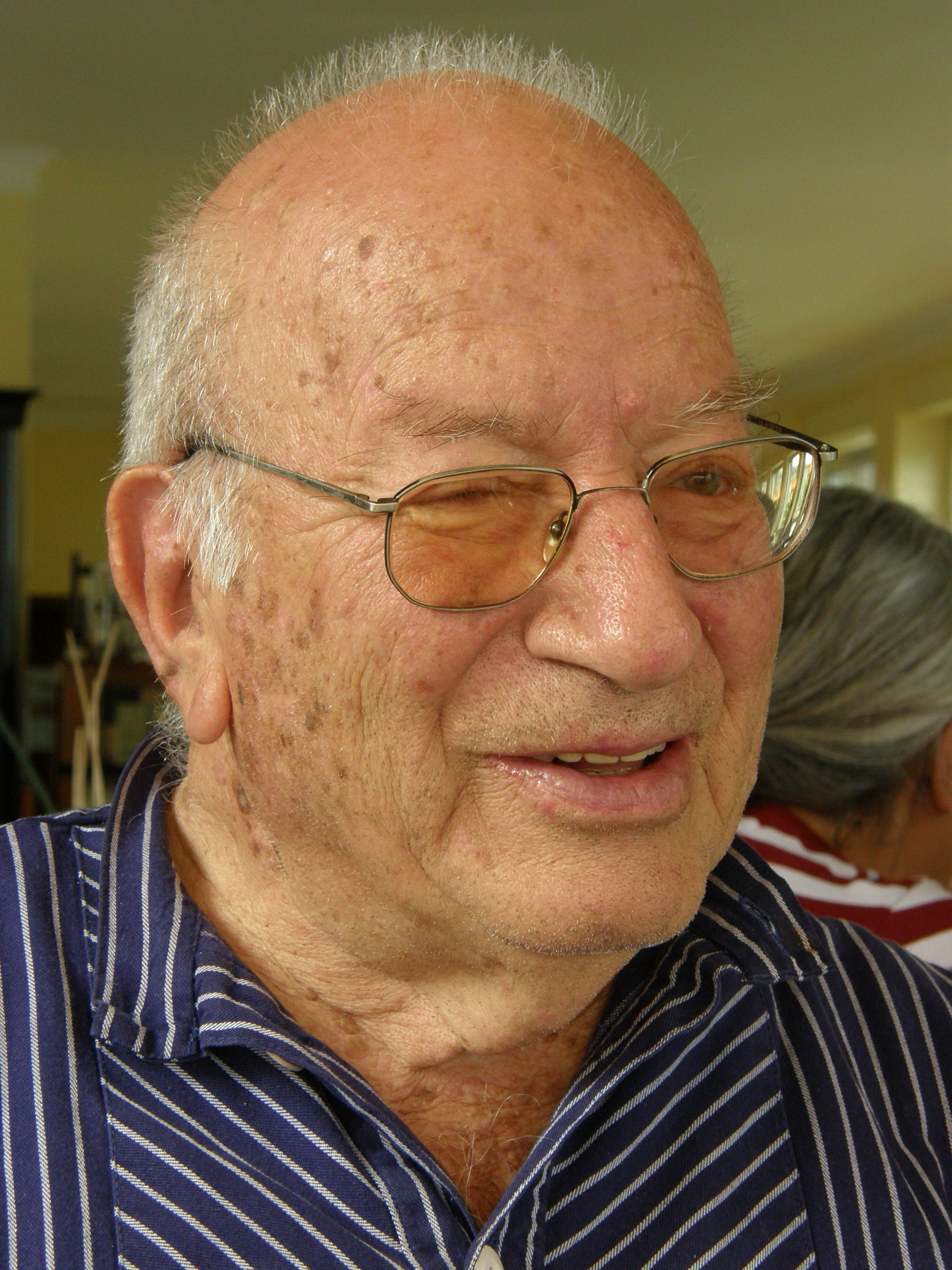
Schraga Har-Gil (Juli 2009); Foto: Sabine E. Paffenholz

## Leben
Har-Gil wurde als zweiter Sohn eines deutsch-jüdischen Immobilienmaklers geboren. Seine Mutter war orthodoxe Jüdin, sein Vater Sozialdemokrat. 1935 floh die gesamte Familie vor der Gestapo nach Palästina. Im Zweiten Weltkrieg kämpfte er in der Jüdischen Brigade der British Army und nach Kriegsende im Palästinakrieg für die Unabhängigkeit Israels. Schwer verwundet, war er zeitlebens Kriegsinvalide, was ihn jedoch nicht daran hinderte, Karriere zu machen.
Zwei Jahrzehnte war er Chefkorrespondent der damals größten Tageszeitung Israels, Maariv, und danach ebenso lange Nahostkorrespondent für deutsche, österreichische und eine luxemburgische Zeitung. Immer wieder beleuchtete er das Problem des Nahostkonflikts und den schwierigen Weg zum Frieden: „Es gibt keinen Frieden, weil es kein Vertrauen gibt.“ Unermüdlich plädierte er für Gespräche, selbst mit der Hamas: „Man muss mit Feinden verhandeln, nicht mit Freunden.“
Seine dritte Karriere hatte er als Schriftsteller. Sie führte ihn zu vielen Lesereisen nach Deutschland, wie zum Beispiel zu den Jüdischen Kulturtagen im Rheinland.
2009 wurde Har-Gil für den Würzburger Friedenspreis nominiert. Er sollte geehrt werden, weil er, dessen gesamtes Leben, zunächst in Deutschland, dann in Palästina und Israel von Antisemitismus, Hass und Kriegen geprägt war, trotz allem sagen konnte: „Ich hasse nicht!“ und dabei blieb: „Krieg ist keine Lösung zu keiner Zeit!“.
Von 1999 an lebte er mit seiner deutschen Lebensgefährtin, Ulla Gessner, die auch seine Koautorin wurde, in Tel Aviv.

## Schriften (Auswahl)
- Auserwählt und trotzdem heiter. Witze aus Israel, 1970 (Hrsg. mit Uri Sela)
- Alte Liebe rostet nie, Erzählungen aus Würzburg als die Nazizeit begann, 2004 (Vorwort H. Steidle)
- Der schöne Busen der Nachbarin. Geschichten aus 50 Jahren Israel, 2006 (Vorwort P. Pagel)
- Täubele, mein geliebtes Täubele. Jüdische Geschichten, 2008
- Ein Witz geht um die Welt, in: Jüdischer Almanach „Humor“ 2004 (Hrsg.: Gisela Dachs)
- Onkel Schlomo – ein ungewöhnlicher Jecke, ebd. „Die Jeckes“ 2005

## Film
- Die Kunst des Überlebens. Dokumentation über Har-Gils Leben und Lieben von Amir Har-Gil (Sohn), 52 min., Israel 2003, Deutschland WDR 3 (Red. Felix Kuballa) 9. Juli 2004 (Erstsendung)